# Network Access Control
Network Access Control (NAC) – podejście do bezpieczeństwa komputerowego, którego celem jest ujednolicenie technologii zabezpieczeń punktów końcowych przez uwierzytelnianie użytkownika lub urządzenia i wymuszanie bezpieczeństwa sieci. NAC dotyczy wielu obszarów i obejmuje rozwiązania kontroli dostępu do różnych typów zasobów jak komputery osobiste, serwery, routery sieciowe, a także smartfony, tablety, urządzenia IoT itp.

## Zadania Network Access Control (NAC)
- Podstawowym zadaniem rozwiązań Network Access Control (NAC) jest sprawdzenie, czy urządzenie może łączyć się z siecią wewnętrzną. W wyniku przeprowadzonej weryfikacji urządzenie może uzyskać zgodę lub odmowę dostępu do sieci.
- Konwencjonalna widoczność sieci. Możliwość wykrywania punktów końcowych połączonych z siecią. NAC może pomóc zidentyfikować, które urządzenia działają w danej sieci, kto ma do nich dostęp i jak mogą współdzielić zasoby między sobą. Pozwala na dostęp do takich danych jak: rola użytkownika, typ urządzenia, lokalizacja, czas, data nadania dostępu czy aktywność sieciowa.
- Uwierzytelnianie. System kontroli dostępu weryfikuje użytkownika / urządzenie, zanim będzie mógł korzystać z sieci. Dokonuje tego poprzez wprowadzenie danych uwierzytelniających, nazwy użytkownika / hasła lub danych biometrycznych.
- Autoryzacja. Po uwierzytelnieniu na podstawie określonej polityki i protokołów bezpieczeństwa sprawdza, czy użytkownik powinien zostać zatwierdzony, czy nie. System przyznaje użytkownikowi określony poziom dostępu do sieci i określa zakres działań.
- Kontrola stanu zabezpieczeń. System ocenia zgodność z zasadami bezpieczeństwa według typu użytkownika, typu urządzenia i systemu operacyjnego.
- Wymuszanie bezpieczeństwa sieci. NAC identyfikuje urządzenia, które nie są zgodne z zasadami uwierzytelniania lub bezpieczeństwa. Przeprowadza analizę oceny ryzyka związanego z urządzeniem i w razie konieczności poddaje go kwarantannie[3].

## Ograniczenia technologii NAC
- Ograniczona kontrola nad urządzeniami IoT.
- Rozwiązania kontroli dostępu mają trudność z monitoringiem urządzeń nieobsługujących protokołu IP jak urządzenia IoT (czujniki temperatury, czytniki identyfikatorów, wyświetlacze cyfrowe itd). Urządzenia tego typu nie obsługują tradycyjnych protokołów uwierzytelniania lub certyfikatów bezpieczeństwa ze względu na: ograniczenia sprzętowe, lub brak danych wejściowych użytkownika[4].
- Problemy z zabezpieczeniem sieci przewodowych. NAC ma ograniczone możliwości kontroli sieci przewodowych, które nie są zabezpieczone m.in. protokołem WPA. Urządzenia końcowe mogą zostać podłączone do sieci za pomocą kabla bez weryfikacji, co jest poważnym zagrożeniem dla bezpieczeństwa. Ograniczone monitorowanie zagrożeń po uzyskaniu dostępu. Rozwiązania Network Access Control skupiają się na kontrolowaniu dostępu do sieci dla urządzeń zewnętrznych. Mają jednak trudności w wykrywaniu zagrożeń, które pochodzą z uwierzytelnionego urządzenia[3].